# Papel aluminio

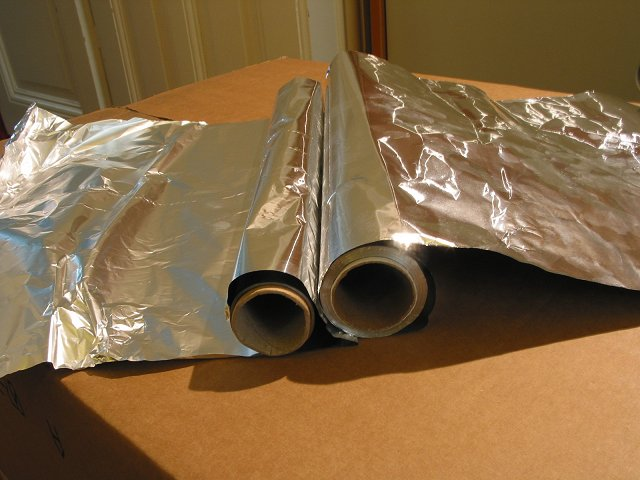
Dos rollos de papel aluminio.

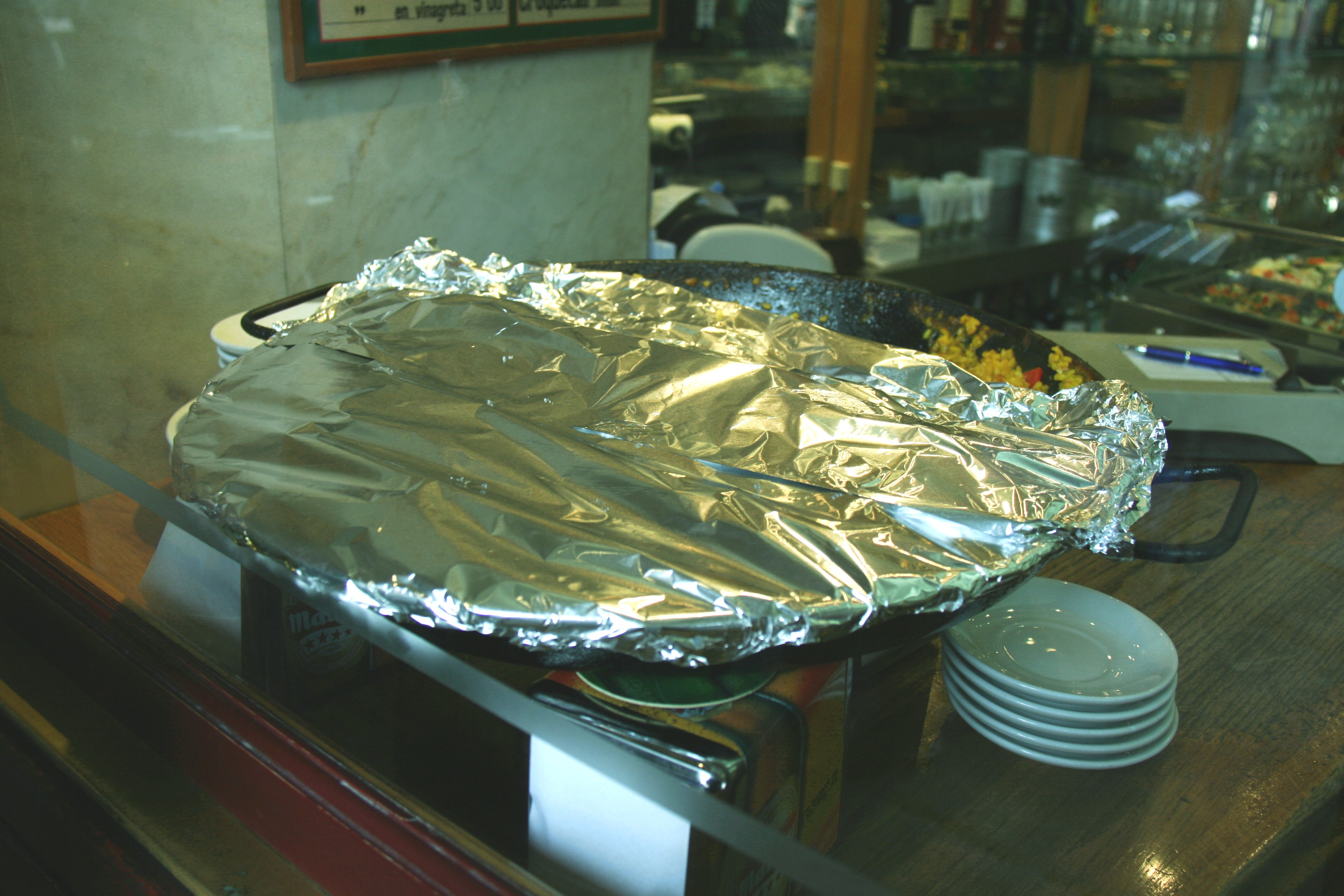
Paella reposando en papel de aluminio.

El papel de aluminio es una lámina muy fina de aluminio con un grosor inferior a 0,2 mm; las hay por debajo de los 0,006 mm. Así, la hoja de metal es sumamente flexible y puede doblarse o cubrir objetos con mucha facilidad. Sin embargo, este producto es frágil, fácilmente se daña y comúnmente se fabrica laminado en combinación con otros materiales como plástico o papel para hacerlo más resistente. Cuando se introdujo al mercado, tardó varias décadas en sustituir el uso del papel de estaño a mediados del siglo XX. 
Debido a su delgadez, es extremadamente maleable, lo que permite numerosos usos, como envoltorio de diversos objetos conductores eléctricos o embalaje de alimentos, cosméticos y productos químicos diversos. Su pequeña masa dificulta la acumulación de calor, lo que ha popularizado su uso en hornos, donde se usa para recoger alimentos sin quemarse pese a las altas temperaturas.
En España se le suele llamar papel de plata o albal, debido a una conocida marca.

## Historia
Mucho antes que el moderno papel de aluminio, se empleaban y distribuían hojas finas de estaño para propósitos similares. A finales del siglo XIX y comienzos del siglo XX las hojas delgadas de estaño eran ya muy populares y cuando empezaron a aparecer en el mercado las nuevas hojas de papel de aluminio la gente las seguía denominando hojas de estaño. El nuevo producto era mejor que las antiguas hojas de estaño debido a que el estaño dejaba sabores 'extraños' en los alimentos y su resistencia y sus prestaciones eran inferiores a las del aluminio. No obstante, las primeras grabaciones de audio en los fonógrafos de cilindro se hicieron en finas hojas de estaño.
Las láminas de estaño se reemplazaron por las de aluminio en el año 1910, justo cuando se estableció la primera planta de elaboración de láminas de aluminio en la empresa Dr. Lauber, Neher & Cie., Emmishofen, que se instaló en Kreuzlingen (Suiza). La planta pertenecía J. G. Neher & Sons (manufactureros del aluminio), que comenzaron su trabajo ya en 1886 en los alrededores de la ciudad de Schaffhausen (Suiza), cerca de las cataratas del Rhine, cuya energía capturaban para producir el aluminio. Los hermanos Neher y el Dr. Lauber descubrieron el proceso de laminado sin fin y el uso del papel de aluminio como barrera protectora. Los primeros usos de estas hojas fueron el embalaje de los productos del tabaco y las barras de chocolate. A lo largo del tiempo los productores fueron añadiendo lacas que coloreaban las hojas de aluminio.
En 2003, la producción anual de papel de aluminio se estimó en aproximadamente 800.000 toneladas en Europa y 600 000 toneladas en los Estados Unidos. Aproximadamente el 75 % del papel aluminio se usa para embalar productos alimenticios, cosméticos y químicos, mientras que el 25 % restante tiene usos industriales. No es raro que se le confunda con la película metalizada, que se utiliza también en empaques pero que en realidad está compuesta por capas recubiertas de polímero con un delgado revestimiento de aluminio.

## Propiedades

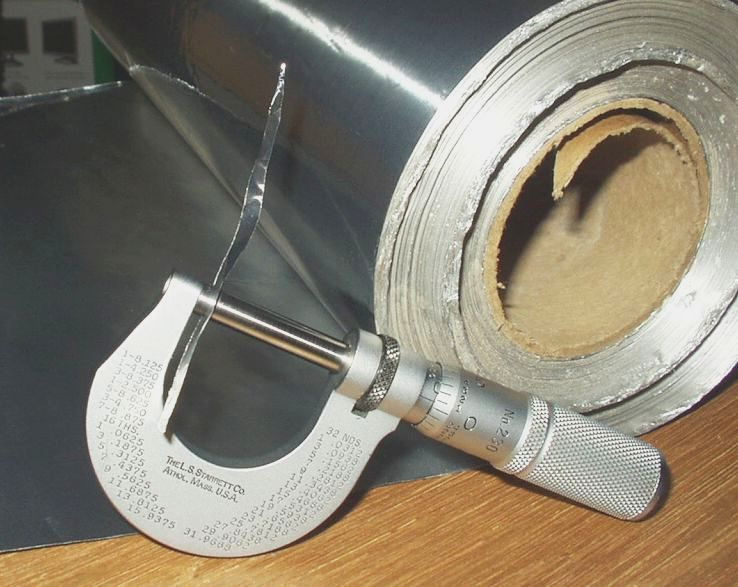
Rollo grande de papel de aluminio, con micrómetro mostrando un grosor de 0,013 mm.

Las hojas de aluminio poseen por regla general una superficie más brillante (reflectora) que otra, que suele ser más mate. Este efecto es resultado de su proceso de elaboración. Como las hojas de aluminio son fáciles de rasgar, las hojas se procesan en máquinas a pares para aumentar su resistencia general y de esta forma la parte que estuvo en contacto con otra hoja de aluminio posee un terminado mate, mientras que la cara opuesta es brillante. 
Esta diferencia reflectiva en el acabado de las hojas de aluminio hace que muchas personas crean erróneamente que esto es una ventaja en la cocina, suponiendo que la parte brillante 'rechaza' el calor mientras que la mate lo retiene, cocinándose de esta forma mejor los alimentos.

## Toxicidad
Según un estudio toxicológico y de impacto sobre la salud realizado por la agencia americana ATSDR (Agency for Toxic Substances and Disease Registry) el aluminio no es tóxico para una persona que no sea alérgica al aluminio, pero no por eso deja de ser peligroso si es introducido en el organismo en proporciones que superen cierta cantidad.
Las exposiciones a los niveles de aluminio que ocurren naturalmente en los alimentos y el agua o a las formas del aluminio que se encuentran en el suelo y en ollas y sartenes de aluminio no se consideran de peligro.
De hecho, latas, ollas y sartenes no liberan el metal excepto con alimentos extremadamente ácidos, y no hay evidencias concluyentes que relacionen la ingesta del mismo con la enfermedad de Alzheimer.

## Usos

### Embalaje de alimentos

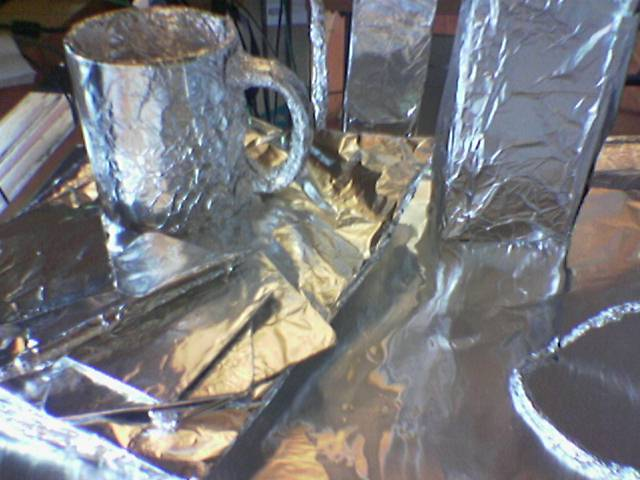
Folios de aluminio cubriendo diversos elementos.

Las hojas de aluminio se emplean en el embalaje de alimentos, proporcionando un aumento de su vida de consumo, de esta forma puede verse en bebidas, lácteos y otros productos sensibles. 
La hoja actúa en estos casos como una barrera contra la luz (que acaba degradando las grasas), los olores,  las bacterias, y evitando que se gane o pierda humedad. 
Las láminas de aluminio se emplean también como elementos de cocina para elaborar tartas, cocinar pescados, carnes, etc.
El uso casero de estas hojas está muy extendido a lo largo del mundo y puede encontrarse en casi cualquier nevera envolviendo a los alimentos (generalmente con la intención de prevenir olores), para portar alimentos como los sandwichs en un almuerzo, o en las tiendas de take-away o comida rápida, por ejemplo en Estados Unidos los restaurantes de cocina tex-mex ofrecen los burritos envueltos en hojas de aluminio, en Europa se ofrece de la misma forma los kebab turcos.

### Aislante
- El papel de aluminio se utiliza también muy ampliamente como aislamiento térmico (barrera y reflectividad),[13] en los intercambiadores de calor (conducción de calor) y los cables de electricidad (barrera y conductividad eléctrica). Las láminas en una aleación especial son utilizados incluso en las intervenciones estructurales en forma de panal de algunos componentes estructurales de los aviones. El papel de aluminio debido a su alta conductividad y características hacen que sea un accesorio en los filtros de tabaco hookah: una hoja de papel de aluminio perforado que se coloca entre el carbón y el tabaco.

- En oficinas donde la entrada del sol es muy agresiva, se acostumbra a tapar la ventana con una lámina de madera cubierta con este papel.

### En la cocina

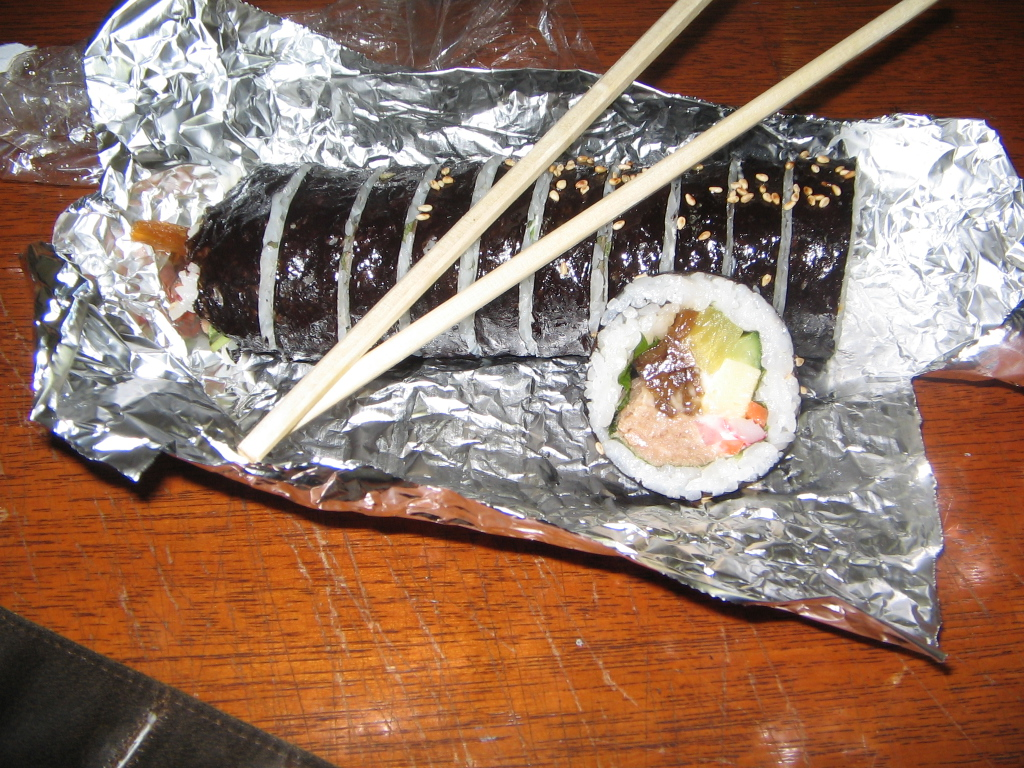
Kimbap en una hoja de aluminio, uno de los usos más habituales en casa.

El papel de aluminio también se utiliza en las barbacoas de algunos de los alimentos más delicados, tal y como las setas y hortalizas; Los alimentos son envueltos en papel de aluminio y posteriormente colocado en la parrilla y evitar de esta forma la pérdida de humedad que puede dar lugar a una texturas menos atractivas.
Como es el caso con todos los elementos metálicos, el papel de aluminio reacciona al microondas de forma negativa y debe evitarse su empleo. Esto se debe al efecto de los campos eléctricos de las microondas causan la acumulación de cargas de forma brusca en algunas partes puntiagudas de la hoja aluminio; Si se acumula bastante carga se descarga a un lugar diferente de la lámina, creando una chispa (por ejemplo arcos). Debido a la frecuente utilización de los servicios de alimentación, esta comúnmente conduce a incendios en la cocina.
Peligros: No se debe meter en el microondas, ya que absorbe las ondas y puede explotar.